# مسابقات قهرمانی درساژ اروپا
مسابقات قهرمانی درساژ اروپا نام بازیهای قهرمانی سوارکاری در رشتهٔ درساژ است که در قارهٔ اروپا و هر دو سال یکبار در سالهای فرد برگزار می‌شود. مدالهای طلا، نقره و برنز در هر دو بخش رقابتهای انفرادی و تیمی داده می‌شود. همچنین مسابقاتی برای جوانان و سوارکاران نوجوانان و اسبهای پونی نیز وجود دارد. از سال ۲۰۱۵ تحت یک نام و در یک مکان به همراه رشته‌های والتینگ، رینینگ، پرش، و سواری انجام می‌گیرد.

## نتایج انفرادی
| برندگان مدال انفرادی | برندگان مدال انفرادی | برندگان مدال انفرادی | برندگان مدال انفرادی             | برندگان مدال انفرادی               | برندگان مدال انفرادی                  |
| -------------------- | -------------------- | -------------------- | -------------------------------- | ---------------------------------- | ------------------------------------- |
| سال                  | مکان                 | رویداد               | طلا                              | نقره                               | برنز                                  |
| ۱۹۶۳                 | کپنهاگ               | انفرادی              | آنری شمارتین با اسب ولفدیتریش    | هری بولت با اسب رموس               | آنری شمارتین با اسب ووئرمن            |
| ۱۹۶۵                 | کپنهاگ               | انفرادی              | آنری شمارتین با اسب ولفدیتریش    | هری بولت با اسب رموس               | راینر کلیمکه با اسب آرکادیوس          |
| ۱۹۶۷                 | آخن                  | انفرادی              | راینر کلیمکه با اسب دوکس         | ایوان کیزیموف با اسب آیکور         | هری بولت با اسب رموس                  |
| ۱۹۶۹                 | وولفسبورگ            | انفرادی              | لیزلوت لینزنهاف با اسب پییاف     | ایوان کیزیموف با اسب آیکور         | یوزف نکرمان با اسب ماریانو            |
| ۱۹۷۱                 | وولفسبورگ            | انفرادی              | لیزلوت لینزنهاف با اسب پییاف     | یوزف نکرمان با اسب فان ایک         | ایوان کیزیموف با اسب آیکور            |
| ۱۹۷۳                 | آخن                  | انفرادی              | راینر کلیمکه با اسب محمد         | یلنا پتوشکاوا با اسب پپل           | ایوان کالیتا با اسب تریف              |
| ۱۹۷۵                 | کی‌یف                 | انفرادی              | کریستین اشتوکلبرگر با اسب گرانات | هری بولت با اسب وویسک              | کارین اشلوتر با اسب لییوسترو          |
| ۱۹۷۷                 | سنت گالن             | انفرادی              | کریستین اشتوکلبرگر با اسب گرانات | هری بولت با اسب وویسک              | اووه شولتن-بامر با اسب سیلبوویتز      |
| ۱۹۷۹                 | آرهوس                | انفرادی              | الیزابت تئوریر با اسب مان چری    | کریستین اشتوکلبرگر با اسب گرانات   | هری بولت با اسب وویسک                 |
| ۱۹۸۱                 | لاکزنبورگ            | انفرادی              | اووه شولتن-بامر با اسب مدرس      | کریستین اشتوکلبرگر با اسب گرانات   | گابریلا گریلو با اسب گالاپاگوس        |
| ۱۹۸۳                 | آخن                  | انفرادی              | آن گرت ینسن با اسب مرزوگ         | راینر کلیمکه با اسب آلریک          | اووه زائور با اسب مونته‌ویدئو          |
| ۱۹۸۵                 | کپنهاگ               | انفرادی              | راینر کلیمکه با اسب آلریک        | اتو هوفر با اسب لیمندس             | آن گرت ینسن با اسب مرزوگ              |
| ۱۹۸۷                 | گودوود               | انفرادی              | مارگیت اتو-کریپن با اسب کورلندس  | ان-کاترین لینزنهاف با اسب کوریج    | یوهان هینمان با اسب ایدیئال           |
| ۱۹۸۹                 | موندورف              | انفرادی              | نیکول اوفوف با اسب رمبرند        | مارگیت اتو-کریپن با اسب کورلندس    | ان-کاترین لینزنهاف با اسب کوریج       |
| ۱۹۹۱                 | دوناشینگن            | ویژه                 | ایزابل ورت با اسب جیگولو         | نیکول اوفوف با اسب رمبرند          | مارگیت اتو-کریپن با اسب کورلندس       |
| ۱۹۹۱                 | دوناشینگن            | آزاد                 | سون روتنبرگر با اسب اندیمو       | کلاوس بالکنهول با اسب گلدسترن      | نینا منکووا با اسب دیکسون             |
| ۱۹۹۳                 | لیپیکا               | ویژه                 | ایزابل ورت با اسب جیگولو         | مونیکا تیئودورسکو با اسب گراناکس   | امیل فوری با اسب ویرچو                |
| ۱۹۹۳                 | لیپیکا               | آزاد                 | نیکول اوفوف با اسب رمبرند        | سون روتنبرگر با اسب اندیمو         | گیولا دالوش با اسب آکسیون             |
| ۱۹۹۵                 | موندورف              | انفرادی              | ایزابل ورت با اسب جیگولو         | انکی فان گرونسون با اسب بن‌فایر     | سون روتنبرگر با اسب بو                |
| ۱۹۹۷                 | فردن                 | انفرادی              | ایزابل ورت با اسب جیگولو         | انکی فان گرونسون با اسب بن‌فایر     | کارین ریباین با اسب دونرهال           |
| ۱۹۹۹                 | آرنهم                | انفرادی              | انکی فان گرونسون با اسب بن‌فایر   | اولا زالتزگبر با اسب راستی         | آرین تییویسن با اسب گُلایت             |
| ۲۰۰۱                 | فردن                 | انفرادی              | اولا زالتزگبر با اسب راستی       | آرین تییویسن با اسب گُلایت          | نادین کپلمان با اسب فاربنفرو          |
| ۲۰۰۳                 | هیکستد               | انفرادی              | اولا زالتزگبر با اسب راستی       | یان برینک با اسب برایر             | بئاتریس فرر-سالات با اسب بووله        |
| ۲۰۰۵                 | هاگن                 | انفرادی              | انکی فان گرونسون با اسب سالینرو  | هوبرت اشمیت با اسب وانسوئلا سوئرته | یان برینک با اسب برایر                |
| ۲۰۰۷                 | لا ماندریا           | ویژه                 | انکی فان گرونسون با اسب سالینرو  | ایزابل ورت با اسب ساچمو            | ایمکه بارتلس با اسب سانرایز           |
| ۲۰۰۷                 | لا ماندریا           | آزاد                 | ایزابل ورت با اسب ساچمو          | انکی فان گرونسون با اسب سالینرو    | ایمکه بارتلس با اسب سانرایز           |
| ۲۰۰۹                 | وینزر                | ویژه                 | ادلین گورنلیسن با اسب پارزیوال   | ادوارد گل با اسب توتیلاس           | لورا بکتولزهایمر با اسب میسترال هجریس |
| ۲۰۰۹                 | وینزر                | آزاد                 | ادوارد گل با اسب توتیلاس         | ادلین گورنلیسن با اسب پارزیوال     | انکی فان گرونسون با اسب سالینرو       |
| ۲۰۱۱                 | روتردام              | ویژه                 | ادلین گورنلیسن با اسب پارزیوال   | کارل هستر با اسب یوتاپیا           | لورا بکتولزهایمر با اسب میسترال هجریس |
| ۲۰۱۱                 | روتردام              | آزاد                 | ادلین گورنلیسن با اسب پارزیوال   | کارل هستر با اسب یوتاپیا           | پاتریک کیتل با اسب اسکاندیک           |
| ۲۰۱۳                 | هرنینگ               | ویژه                 | شارلوت دوژاردین با اسب والگرو    | هلن لانگهننبرگ با اسب دامون هیل    | ادلین گورنلیسن با اسب پارزیوال        |
| ۲۰۱۳                 | هرنینگ               | آزاد                 | شارلوت دوژاردین با اسب والگرو    | هلن لانگهننبرگ با اسب دامون هیل    | ادلین گورنلیسن با اسب پارزیوال        |
| ۲۰۱۵                 | آخن                  | ویژه                 | شارلوت دوژاردین با اسب والگرو    | کریستینا اشپرهه با اسب دسپارادوس   | هنس پیتر میندرهاد با اسب جانسن        |
| ۲۰۱۵                 | آخن                  | آزاد                 | شارلوت دوژاردین با اسب والگرو    | کریستینا اشپرهه با اسب دسپارادوس   | بئاتریس فرر-سالات با اسب دلگادو       |
| ۲۰۱۷                 | یوتبری               | ویژه                 | ایزابل ورت با اسب ویگولد الد     | زونکه روتنبرگر با اسب کازمو        | کاترین دوفور با اسب اتروپگاردز کسیدی  |
| ۲۰۱۷                 | یوتبری               | آزاد                 | ایزابل ورت با اسب ویگولد الد     | زونکه روتنبرگر با اسب کازمو        | کاترین دوفور با اسب اتروپگاردز کسیدی  |
| ۲۰۱۹                 | روتردام              | ویژه                 | ایزابل ورت با اسب بلا رز         | دوروتی اشنایدر با اسب شوتایم       | کاترین دوفور با اسب اتراپگاردز کسیدی  |
| ۲۰۱۹                 | روتردام              | آزاد                 | ایزابل ورت با اسب بلارز          | دوروتی اشنایدر با اسب شوتایم       | جسیکا فون بردو-وندل با اسب دلرا       |
| ۲۰۲۱                 | هاگن                 | ویژه                 |                                  |                                    |                                       |
| ۲۰۲۱                 | هاگن                 | آزاد                 |                                  |                                    |                                       |
| آزاد                 |                      |                      |                                  |                                    |                                       |

## نتایج تیمی
| برندگان مدال تیمی | برندگان مدال تیمی | برندگان مدال تیمی                                                                               | برندگان مدال تیمی                                                                     | برندگان مدال تیمی | برندگان مدال تیمی |
| ----------------- | ----------------- | ----------------------------------------------------------------------------------------------- | ------------------------------------------------------------------------------------- | --- | ----------------- |
| سال               | مکان              | طلا                                                                                             | نقره                                                                                  | برنز |                   |
| ۱۹۶۵              | کپنهاگ            | آلمان غربی · راینر کلیمکه · هری بولت · یوزف نکرمان                                              | سوئیس · آنری شمارتین · Gustav Fischer · ماریان گوسوایله                               | اتحاد جماهیر شوروی · ایوان کالیتا · ایوان کیزیموف · یلنا پتوشکاوا                                                                    |                   |
| ۱۹۶۷              | آخن               | آلمان غربی · راینر کلیمکه · هری بولت · یوزف نکرمان                                              | اتحاد جماهیر شوروی · Kopeykin · ایوان کیزیموف · یلنا پتوشکاوا                         | سوئیس · آنری شمارتین · ماریان گوسوایله · Hansrüdi Thomi                                                                              |                   |
| ۱۹۶۹              | وولفسبورگ         | آلمان غربی · لیزلوت لینزنهاف · راینر کلیمکه · یوزف نکرمان                                       | آلمان شرقی · Horst Köhler · Wolfgang Müller · Gerhard Brockmüller                     | اتحاد جماهیر شوروی · ایوان کالیتا · ایوان کیزیموف · یلنا پتوشکاوا                                                                    |                   |
| ۱۹۷۱              | وولفسبورگ         | آلمان غربی · لیزلوت لینزنهاف · راینر کلیمکه · یوزف نکرمان                                       | اتحاد جماهیر شوروی · ایوان کالیتا · ایوان کیزیموف · یلنا پتوشکاوا                     | سوئد · مود فون رزن · Ulla Håkansson · Anders Lindgren                                                                                |                   |
| ۱۹۷۳              | آخن               | آلمان غربی · راینر کلیمکه · کارین اشلوتر · لیزلوت لینزنهاف                                      | اتحاد جماهیر شوروی · ایوان کالیتا · ایوان کیزیموف · یلنا پتوشکاوا                     | سوئیس · کریستین اشتوکلبرگر · Marita Aeschbacher · Hermann Dür                                                                        |                   |
| ۱۹۷۵              | کی‌یف              | آلمان غربی · هری بولت · کارین اشلوتر · Ilsebill Becher                                          | اتحاد جماهیر شوروی · ایوان کالیتا · Kopeykin · یلنا پتوشکاوا                          | سوئیس · کریستین اشتوکلبرگر · Ulrich Lehmann · Doris Ramseier                                                                         |                   |
| ۱۹۷۷              | سنت گالن          | آلمان غربی · هری بولت · گابریلا گریلو · اووه شولتن-بامر                                         | سوئیس · کریستین اشتوکلبرگر · Ulrich Lehmann · Claire Koch                             | اتحاد جماهیر شوروی · Irina Karatzheva · Kopeykin · Vera Misevich                                                                     |                   |
| ۱۹۷۹              | آرهوس             | آلمان غربی · گابریلا گریلو · هری بولت · اووه شولتن-بامر                                         | اتحاد جماهیر شوروی · Viktor Ugryumov · Irina Karatzheva · یلنا پتوشکاوا               | سوئیس · کریستین اشتوکلبرگر · Amy-Catherine de Bary · Ulrich Lehmann                                                                  |                   |
| ۱۹۸۱              | لاکزنبورگ         | آلمان غربی · اووه شولتن-بامر · گابریلا گریلو · راینر کلیمکه                                     | سوئیس · کریستین اشتوکلبرگر · Amy-Catherine de Bary · Ulrich Lehmann                   | اتحاد جماهیر شوروی · Yuriy Kovshov · Vera Misevich · Nenachova                                                                       |                   |
| ۱۹۸۳              | آخن               | آلمان غربی · اووه شولتن-بامر · اووه زاور · Herbert Krug · راینر کلیمکه                          | دانمارک · آن گرت ینسن · Finn Saksø-Larsen · Torben Ulso-Olsen · Renee Igelski         | سوئیس · Otto Hofer · Claire Koch · کریستین اشتوکلبرگر · Amy-Catherine de Bary                                                        |                   |
| ۱۹۸۵              | کپنهاگ            | آلمان غربی · راینر کلیمکه · Tilmann Meyer zu Erpen · اووه زاور · اووه شولتن-بامر                | دانمارک · آن گرت ینسن · Ernst Jessen · Torben Ulso-Olsen · Jesper Frismann            | اتحاد جماهیر شوروی · Olga Klimko · یلنا پتوشکاوا · Yuriy Kovshov · Vladimir Lanugin                                                  |                   |
| ۱۹۸۷              | گودوود            | آلمان غربی · ان-کاترین لینزنهاف · Johann Hinnemann · Herbert Krug · Ina Capellmann              | سوئیس · Daniel Ramseier · Otto Hofer · Ulrich Lehmann · کریستین اشتوکلبرگر            | هلند · Annemarie Sanders-Keijzer · Hélène Aubert · تینکه بارتلس · Bert Rutten                                                        |                   |
| ۱۹۸۹              | موندورف           | آلمان غربی · نیکول اوفوف · ان-کاترین لینزنهاف · ایزابل ورت · مونیکا تیئودورسکو                  | اتحاد جماهیر شوروی · Nina Menkova · Yuriy Kovshov · Olga Klimko · Olga Udodenko       | سوئیس · Otto Hofer · Daniel Ramseier · Samuel Schatzmann · Ulrich Lehmann                                                            |                   |
| ۱۹۹۱              | دوناشینگن         | آلمان · ایزابل ورت · نیکول اوفوف · کلاوس بالکنهول · سون روتنبرگر                                | اتحاد جماهیر شوروی · Nina Menkova · Yuriy Kovshov · Inna Zhurakovskaya · Olga Klimko  | هلند · انکی فان گرونسون · شف یانسن · تینکه بارتلس · الن بونچیه                                                                       |                   |
| ۱۹۹۳              | لیپیتسا           | آلمان · نیکول اوفوف · کلاوس بالکنهول · مونیکا تیئودورسکو · ایزابل ورت                           | بریتانیای کبیر · Maria Eilberg · Richard Davison · Laura Fry · Emile Faurie           | هلند · Jeanette Haazen · Leida Strijk · Suzanne van Cuyk · گونلین روتنبرگر                                                           |                   |
| ۱۹۹۵              | موندورف           | آلمان · نیکول اوفوف · کلاوس بالکنهول · ایزابل ورت · Martin Schaudt                              | هلند · تینکه بارتلس · الن بونچیه · سون روتنبرگر · انکی فان گرونسون                    | فرانسه · Dominique Brieussel · Dominique d'Esmé · Margit Otto-Crépin · Marie-Helène Syre                                             |                   |
| ۱۹۹۷              | فردن              | آلمان · ایزابل ورت · Karin Rehbein · اولا زالتزگبر · نادین کپلمان                               | هلند · سون روتنبرگر · گونلین روتنبرگر · انکی فان گرونسون · الن بونچیه                 | سوئد · Jan Brink · Louise Nathhorst · Annette Solmell · Ulla Håkansson                                                               |                   |
| ۱۹۹۹              | آرنهم             | آلمان · نادین کپلمان · Alexandra Simons de Ridder · اولا زالتزگبر · ایزابل ورت                  | هلند · انکی فان گرونسون · الن بونچیه · Coby van Baalen · Arjen Teeuwissen             | دانمارک · Lone Joergensen · Lars Petersen · Jon Pedersen · Anne van Olst                                                             |                   |
| ۲۰۰۱              | فردن              | آلمان · نادین کپلمان · هایکه کمه · اولا زالتزگبر · ایزابل ورت                                   | هلند · الن بونچیه · Arjen Teeuwissen · گونلین روتنبرگر · انکی فان گرونسون             | دانمارک · Jon Pedersen · Lone Joergensen · Lars Petersen · Nathalie zu Sayn-Wittgenstein                                             |                   |
| ۲۰۰۳              | هیکستد            | آلمان · اولا زالتزگبر · هایکه کمه · Klaus Husenbeth · ایزابل ورت                                | اسپانیا · بئاتریس فرر-سالات · Rafael Soto · Ignacio Rambla · Juan Antonio Jimenez     | بریتانیای کبیر · Emma Hindle · Nicole McGivern · Richard Davison · Emile Faurie                                                      |                   |
| ۲۰۰۵              | هاگن              | آلمان · هایکه کمه · Hubertus Schmidt · ان-کاترین لینزنهاف                                       | هلند · انکی فان گرونسون · ادوارد گل · Laurens van Lieren                              | اسپانیا · بئاتریس فرر-سالات · Juan Antonio Jimenez · Ignacio Rambla · سوئد · Jan Brink · Tinne Vilhelmson-Silfvén · Louise Nathhorst |                   |
| ۲۰۰۷              | لا ماندریا        | هلند · Hans Peter Minderhoud · Laurens van Lieren · انکی فان گرونسون · Imke Schellekens-Bartels | آلمان · مونیکا تیئودورسکو · Ellen Schulten-Baumer · نادین کپلمان · ایزابل ورت         | سوئد · Per Sandgaard · Louise Nathhorst · Tinne Vilhelmson-Silfvén · Jan Brink                                                       |                   |
| 2009              | وینزر             | هلند · Imke Schellekens-Bartels · ادلین گورنلیسن · انکی فان گرونسون · ادوارد گل                 | بریتانیای کبیر · Maria Eilberg · کارل هستر · لورا تاملینسون · Emma Hindle             | آلمان · Susanne Lebek · Ellen Schulten-Baumer · Matthias Alexander Rath · مونیکا تیئودورسکو                                          |                   |
| 2011              | روتردام           | بریتانیای کبیر · Emile Faurie · شارلوت دوژاردین · کارل هستر · لورا تاملینسون                    | آلمان · هلن لانگهننبرگ · Christoph Koschel · ایزابل ورت · Matthias Alexander Rath     | هلند · Sander Marijnissen · Hans Peter Minderhoud · ادوارد گل · ادلین گورنلیسن                                                       |                   |
| 2013              | هرنینگ            | آلمان · Fabienne Lütkemeier · ایزابل ورت · کریستینا اشپرهه · هلن لانگهننبرگ                     | هلند · Danielle Heijkoop · Hans Peter Minderhoud · ادوارد گل · ادلین گورنلیسن         | بریتانیای کبیر · شارلوت دوژاردین · کارل هستر · Michael Eilberg · Gareth Hughes                                                       |                   |
| 2015              | آخن               | هلند · Patrick van der Meer · Hans Peter Minderhoud · ادوارد گل · Diederik van Silfhout         | بریتانیای کبیر · شارلوت دوژاردین · کارل هستر · Michael Eilberg · Fiona Bigwood        | آلمان · Jessica von Bredow-Werndl · ایزابل ورت · کریستینا اشپرهه · Matthias Alexander Rath                                           |                   |
| 2017              | یوتبری            | آلمان · هلن لانگهننبرگ · دوروتی اشنایدر · Sönke Rothenberger · ایزابل ورت                       | دانمارک · Agnete Kirk Thinggaard · Anna Zibrandtsen · Anna Kasprzak · Cathrine Dufour | سوئد · Rose Mathisen · Tinne Vilhelmson-Silfvén · Therese Nilshagen · Patrik Kittel                                                  |                   |
| 2019              | روتردام           |                                                                                                 |                                                                                       | |                   |

## جدول مدالهای تمامی دوران (۱۹۶۳–۲۰۱۵)
| رتبه  | کشور               | طلا | نقره | برنز | مجموع |
| 1     | آلمان              | ۴۱  | ۲۲   | ۱۴   | ۷۷    |
| 2     | هلند               | ۱۰  | ۱۲   | ۱۲   | ۳۴    |
| 3     | بریتانیای کبیر     | ۵   | ۵    | ۵    | ۱۵    |
| 4     | سوئیس              | ۴   | ۷    | ۷    | ۱۸    |
| 5     | دانمارک            | ۱   | ۳    | ۵    | ۹     |
| 6     | فرانسه             | ۱   | ۱    | ۲    | ۴     |
| 7     | اتریش              | ۱   | ۰    | ۰    | ۱     |
| 8     | اتحاد جماهیر شوروی | ۰   | ۱۰   | ۸    | ۱۸    |
| 9     | سوئد               | ۰   | ۱    | ۷    | ۸     |
| 10    | اسپانیا            | ۰   | ۱    | ۳    | ۴     |
| 11    | آلمان شرقی         | ۰   | ۱    | ۰    | ۱     |
| 12    | مجارستان           | ۰   | ۰    | ۱    | ۱     |
| مجموع | مجموع              | ۶۳  | ۶۳   | ۶۴   | ۱۹۰   |